# Jack Drummond
Pour les articles homonymes, voir Drummond.

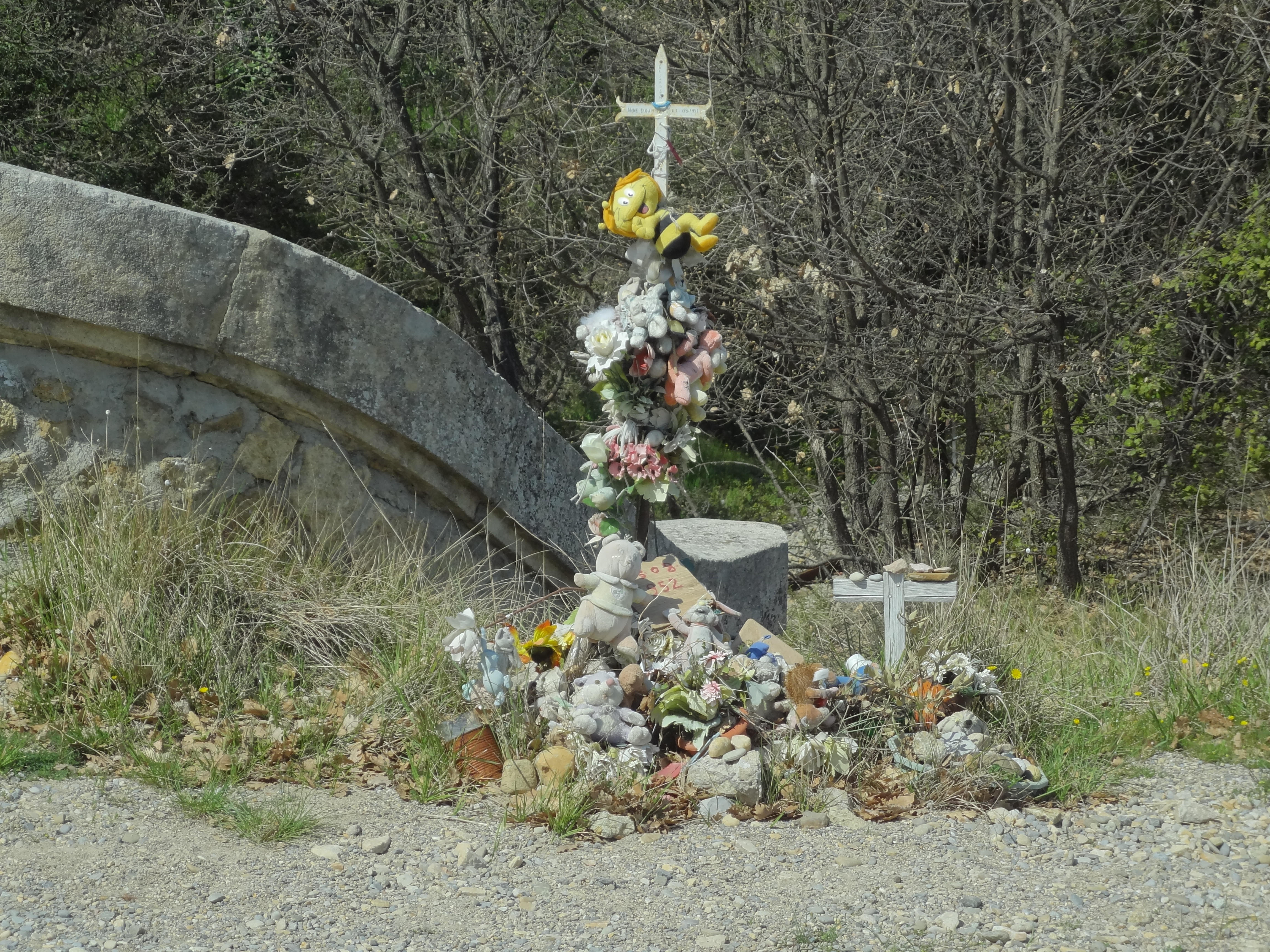

Sir Jack Cecil Drummond (12 janvier 1891, Londres — 4 ou 5 août 1952, Lurs) est un biochimiste britannique qui travaille sur la nutrition appliquée à l'alimentation des rations militaires britanniques pendant la Seconde Guerre mondiale. Il est peut-être membre de l'Intelligence Service et spécialiste en armes chimiques et bactériologiques.

## Biographie
Son assassinat en France, avec sa femme (Anne, une de ses élèves devenue sa secrétaire et épousée en secondes noces) et sa fille Elizabeth, est à l'origine de l'affaire Dominici.
La famille Drummond est inhumée à quelques kilomètres du drame, dans le cimetière de Forcalquier.